# Samoana conica
Samoana conica е вид коремоного от семейство Partulidae. Видът е застрашен от изчезване.

## Разпространение
Разпространен е в Американска Самоа.